# Gene Jones
Gene Jones – amerykański aktor charakterystyczny. Znany jest głównie z udziału w takich filmach jak To nie jest kraj dla starych ludzi, Ostatni sakrament i Nienawistna ósemka.

## Wybrana filmografia

### Filmy
| Rok  | Tytuł                              | Rola                          |
| ---- | ---------------------------------- | ----------------------------- |
| 2007 | To nie jest kraj dla starych ludzi | Właściciel stacji benzynowej  |
| 2012 | Niezwykłe życie Timothy’ego Greena | Sąsiad                        |
| 2013 | Oz: Wielki i potężny               | Naganiacz na Dzikim Zachodzie |
| 2013 | Ostatni sakrament                  | „Ojciec”                      |
| 2015 | Nienawistna ósemka                 | Słodki Dave                   |
| 2018 | Gentleman z rewolwerem             | Pan Owens                     |
| 2023 | Czas krwawego księżyca             | Pitts Beatty                  |

### Seriale
| Rok  | Tytuł             | Rola                    |
| ---- | ----------------- | ----------------------- |
| 2004 | Chappelle’s Show  | Prokurator#3            |
| 2012 | Louie             | Farmaceuta              |
| 2013 | Domek z kart      | Wayne Paley             |
| 2013 | Zakazane imperium | Sprzedawca w Indianie   |
| 2016 | Vinyl             | Tom Parker              |
| 2017 | Bezbożnicy        | Szeryf Elton Cunningham |
| 2023 | Czarna lista      | Tatko                   |

### Gry komputerowe
| Rok  | Tytuł                 | Rola            |
| ---- | --------------------- | --------------- |
| 2004 | Red Dead Revolver     | Szeryf Bartlett |
| 2018 | Red Dead Redemption 2 | Roscoe Brenner  |